# Jörg Binnewies
Jörg Binnewies (* 3. Dezember 1950 in Eisdorf) ist ein deutscher Arzt und Sanitätsoffizier (Generalarzt a. D. der Luftwaffe).

## Leben
Binnewies studierte Germanistik, Politik, Publizistik und Medizin und ist Facharzt für Allgemeinmedizin, Rettungsmedizin sowie Sport- und Flugmedizin.
Binnewies war in verschiedenen Positionen als Sanitätsoffizier bei der Bundeswehr tätig. Unter anderem leitete er das Institut für den Medizinischen Arbeits- und Umweltschutz der Bundeswehr in Berlin. In seiner letzten Funktion vom 1. Juli 2008 bis 30. September 2013 war er Generalarzt der Luftwaffe mit Standort in der Siegburger Brückberg-Kaserne. In seiner Dienstzeit war Binnewies an der Zusammenführung der Aufgaben des Fliegerärztlichen Dienstes der Luftwaffe, des Flugmedizinischen Instituts der Luftwaffe und der Dienststelle Generalarzt der Luftwaffe beteiligt. Im Zuge dessen vereinbarte er eine Kooperation mit dem Deutschen Zentrum für Luft- und Raumfahrt (DLR) zur gemeinsamen Durchführung von Forschungsvorhaben, Förderung des wissenschaftlichen Nachwuchses und gegenseitigen Nutzung von Ressourcen.
Mit der Außerdienststellung der Dienststelle Generalarzt Luftwaffe und des Flugmedizinischen Instituts der Luftwaffe am 30. September 2013 ging Binnewies in den Ruhestand. Er übergab seine Aufgaben an seinen Nachfolger Jürgen Brandenstein, der das neu aufgestellte Zentrum für Luft- und Raumfahrtmedizin der Luftwaffe (ZentrLuRMedLw) in Köln als Generalarzt der Luftwaffe führen wird.